# Tyndale Theological Seminary (Europe)
Tyndale Theological Seminary is een internationale Engelstalige opleiding in christelijke theologie, gevestigd in Badhoevedorp in Noord-Holland.
Tyndale werd in 1985 opgericht vanuit de organisatie (van Amerikaanse oorsprong) Greater Europe Mission en gevestigd in het gebouw van de opgeheven basisschool de Startbaan bij het klaverblad van Badhoevedorp. De school is genoemd naar William Tyndale.
Sinds 2011 kan Tyndale Seminary een door de overheid erkende opleiding bieden na accreditatie door de NVAO van de master-opleiding evangelische theologie.